# Шентјанж при Дравограду
Шентјанж при Дравограду (словен. Šentjanž pri Dravogradu) је насељено место у општини Дравоград, Корушка регија, Словенија.

## Историја
До територијалне реорганизације у Словенији био је у саставу старе општине Дравоград.

## Становништво
У попису становништва из 2011., Шентјанж при Дравограду је имао 543 становника.
| Број становника према пописима | Број становника према пописима | Број становника према пописима |
| ------------------------------ | ------------------------------ | ------------------------------ |
| 1991                           | 2002                           | 2011                           |
| 458                            | 503                            | 543                            |